# Gamba (famiglia)
I Gamba sono stati un'importante famiglia di intarsiatori di pietre dure originaria di Rezzato, che operarono in Lombardia nel XVII e XVIII secolo. Continuarono l'arte del “commesso alla fiorentina” con intarsio a carattere naturalistico nell'architettura sacra (decorazione di altari). Sono noti alla storiografia i membri della famiglia: Andrea, Francesco e Santo.

## Andrea Gamba

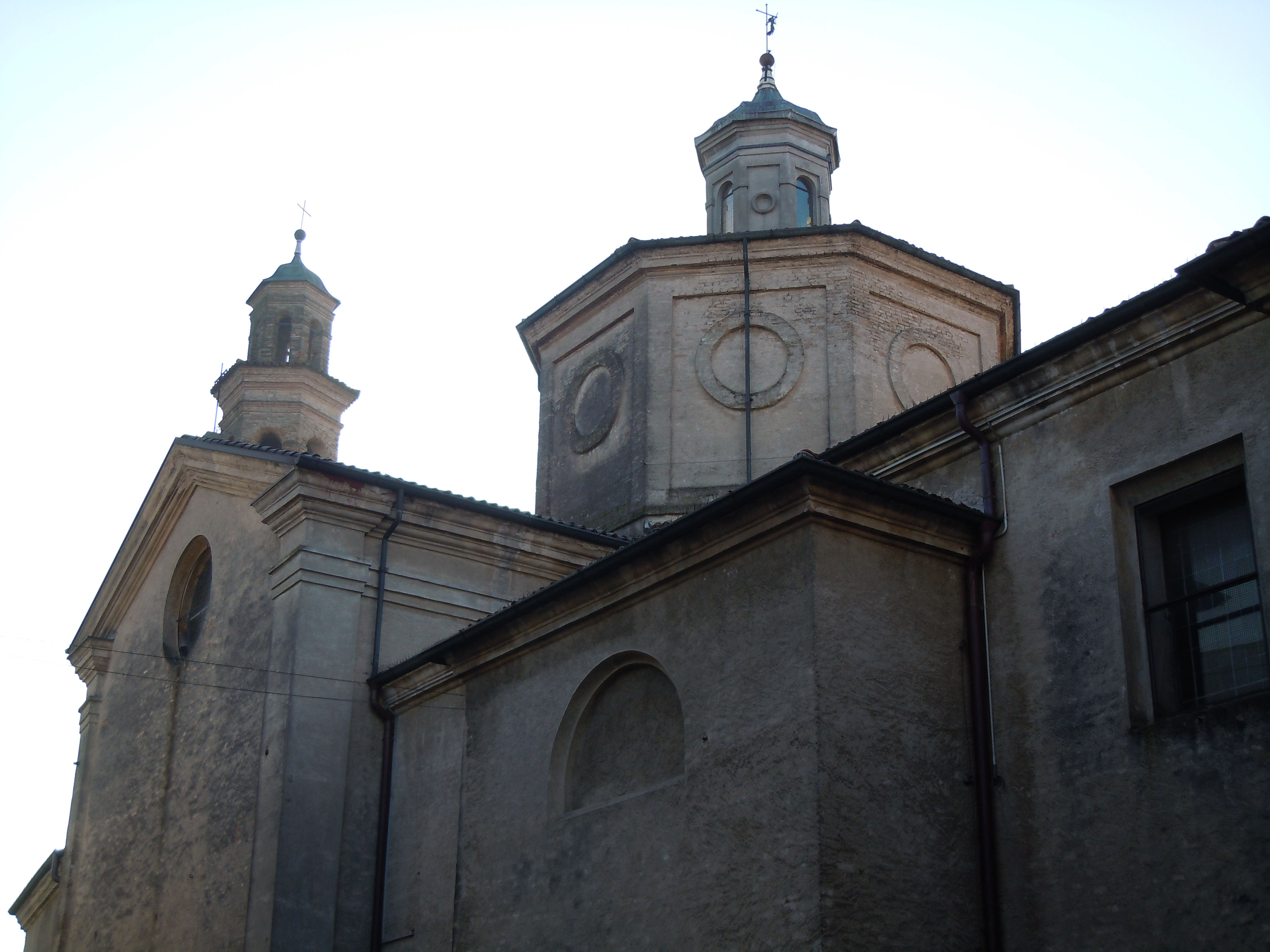
Castel Goffredo, Chiesa prepositurale di Sant'Erasmo

Nacque probabilmente nella prima metà del XVII secolo.

### Opere
- San Martino Gusnago - Fonte battesimale per la chiesa parrocchiale, 1698, altare maggiore, 1732 e due acquasantiere;
- Castel Goffredo – Balaustra[1], 1716 e paliotto dell'altare maggiore nella Chiesa prepositurale di Sant'Erasmo, 1717 e ammodernamento dello stesso, 1734.

## Santo Gamba
Figlio di Andrea, nacque probabilmente alla fine del XVII secolo.

### Opere
- San Martino Gusnago - Paliotto dell'altare maggiore per la chiesa parrocchiale, 1738, eseguito assieme allo zio Francesco;
- Castel Goffredo – Tabernacolo e gradini per i candelieri dell'altare maggiore nella Chiesa prepositurale di Sant'Erasmo, 1755.

## Francesco Gamba

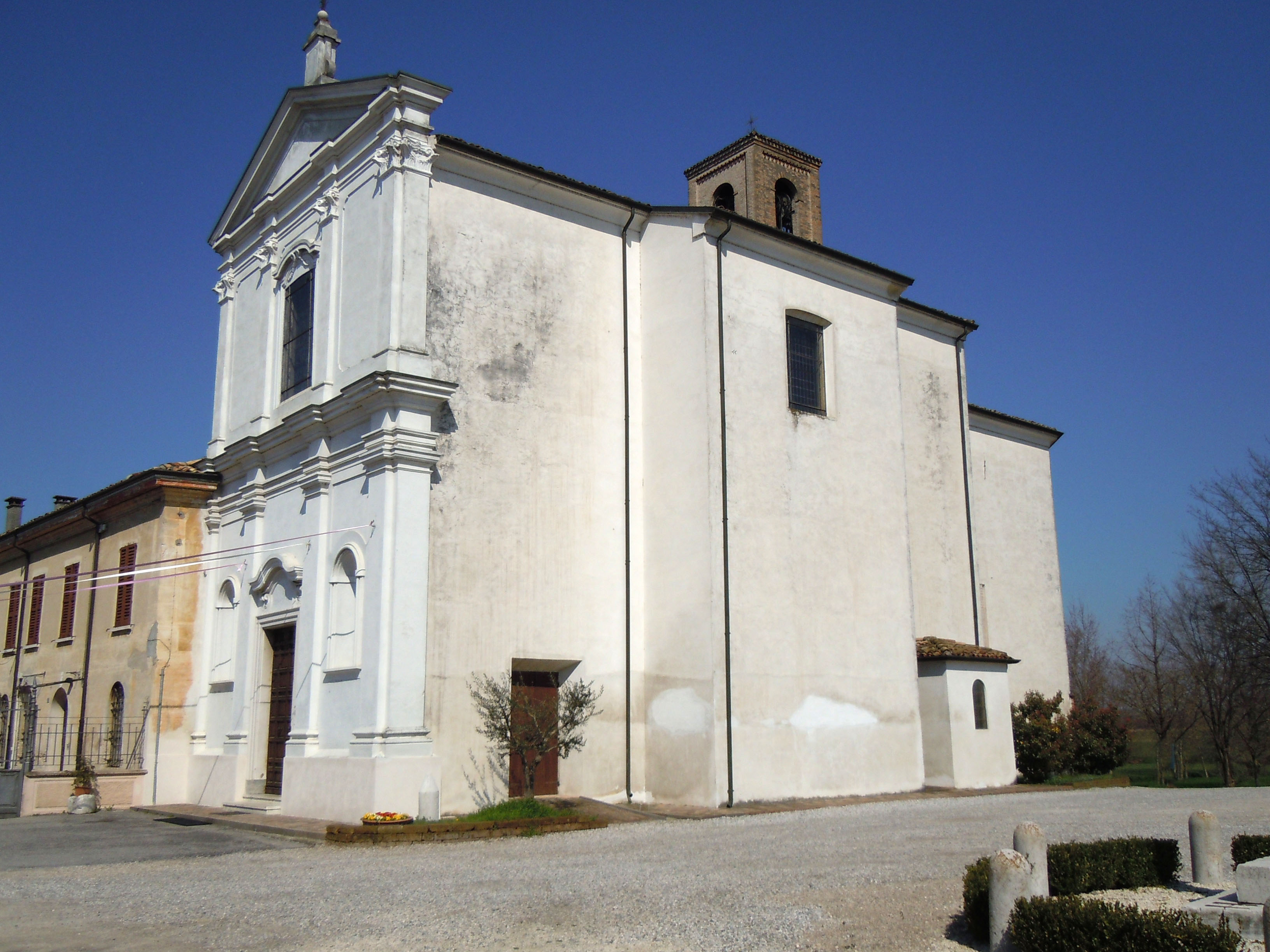
San Martino Gusnago, chiesa parrocchiale

Zio di Santo, nacque probabilmente nella prima metà del XVII secolo.

### Opere
- San Martino Gusnago - Balaustra dell'altare maggiore per la chiesa parrocchiale, 1736, e altare maggiore, 1738.